# Leptostylus pygialis
Leptostylus pygialis es una especie de escarabajo longicornio del género Leptostylus, categorizada en la tribu Acanthocinini, de la subfamilia Lamiinae. Fue descrita por Bates en 1872.

## Descripción
Mide 6,36-7,42 mm de longitud.

## Distribución
Se distribuye por Costa Rica, Honduras, México, Nicaragua y Panamá.